# Ophryotrocha scarlatoi
Ophryotrocha scarlatoi är en ringmaskart som beskrevs av Averincev 1989. Ophryotrocha scarlatoi ingår i släktet Ophryotrocha och familjen Dorvilleidae. Arten har ej påträffats i Sverige. Inga underarter finns listade i Catalogue of Life.